# Гусаровка (Житомирская область)
Гусаровка (укр. Гусарівка) — село на Украине, основано в 1936 году, находится в Овручском районе Житомирской области.
Код КОАТУУ — 1824281903. Население по переписи 2001 года составляет 13 человек. Почтовый индекс — 11100. Телефонный код — 4148. Занимает площадь 0,63 км².

## Адрес местного совета
11115, Житомирская область, Овручский р-н, с. Гладковичи